# Orlets (satellite)
Orlets (en russe : Орлец) est une série de satellites de reconnaissance photographique soviétiques puis russes, dérivés des satellites Iantar mais améliorés. Dix satellites ont été lancés entre 1989 et 2006 : huit dans la configuration Orlets-1 (« Don », indice GRAU : 17F12) et deux dans la configuration Orlets-2 (« Ienisseï », indice GRAU : 17F113).
Les satellites Orlets renvoyaient sur Terre leurs pellicules dans des capsules de rentrées puis s'autodétruisaient. Les satellites Orlets-1 transportaient huit pellicules, tandis que Orlets-2 en avaient vingt-deux. Les Orlets-1 ont été lancés par les fusées Soyouz-U et Soyouz-U2, tandis que les Orlets-2, plus lourds, étaient lancés par des Zenit-2, devenus ukrainiens à la chute de l'URSS.

## Historique des lancements
| Nom         | Type     | Date de lancement (UTC)    | Identifiant COSPAR | Lanceur   | Site de lancement   | Orbite | Fin de la mission | Remarques |
| ----------- | -------- | -------------------------- | ------------------ | --------- | ------------------- | ------ | ----------------- | --------- |
| Cosmos 2031 | Orlets-1 | 18 juillet 1989 12:10      | 1989-056A          | Soyouz-U  | Baïkonour 1/5       |        | 31 août 1989      |           |
| Cosmos 2101 | Orlets-1 | 1er octobre 1990 11:00     | 1990-087A          | Soyouz-U2 | Baïkonour 1/5       |        | 30 novembre 1990  |           |
| Cosmos 2163 | Orlets-1 | 9 octobre 1991 13:15       | 1991-071A          | Soyouz-U2 | Baïkonour 1/5       |        | 6 décembre 1991   |           |
| Cosmos 2225 | Orlets-1 | 22 décembre 1992 12:00:00  | 1992-091A          | Soyouz-U  | Baïkonour Site 31/6 |        | 18 février 1993   |           |
| Cosmos 2262 | Orlets-1 | 7 septembre 1993 13:25:00  | 1993-057A          | Soyouz-U2 | Baïkonour Site 31/6 |        | 18 décembre 1993  |           |
| Cosmos 2290 | Orlets-2 | 26 août 1994 12:00         | 1994-053A          | Zenit-2   | Baïkonour Site 45/1 |        | 4 avril 1995      |           |
| Cosmos 2343 | Orlets-1 | 15 mai 1997 12:10:00       | 1997-024A          | Soyouz-U  | Baïkonour Site 31/6 |        | 18 septembre 1997 |           |
| Cosmos 2372 | Orlets-2 | 25 septembre 2000 10:10    | 2000-056A          | Zenit-2   | Baïkonour Site 45/1 |        | 20 avril 2001     |           |
| Cosmos 2399 | Orlets-1 | 12 août 2003 14:20:00      | 2003-035A          | Soyouz-U  | Baïkonour Site 31/6 |        | 9 décembre 2003   |           |
| Cosmos 2423 | Orlets-1 | 14 septembre 2006 13:41:00 | 2006-039A          | Soyouz-U  | Baïkonour Site 31/6 |        | 17 novembre 2006  |           |